# 哈尔科夫发动机设计局
哈尔科夫发动机设计局（羅馬化：Kharkivsʹke konstruktorsʹke byuro z dvyhunobuduvannya, KhKBD，直译：「哈尔科夫发动机制造设计局，简称KhKBD」）—乌克兰军事工业复合体的国家级研究和生产企业，专门从事柴油发动机的开发。
设计局被列入对乌克兰经济和安全具有战略重要性的企业名单。

## 历史
1931年至1932年，哈尔科夫蒸汽机车厂成立了一个专门设计坦克发动机的设计局。
20世纪30年代，KB和KhPZ的专家基于高速柴油发动机BD-2的设计，创造了坦克发动机，并将其命名为V-2。
德苏战争结束后，KB开发了用于T-64和T-80UD坦克的发动机（1959年，KhKBD开始研制5TDF坦克柴油发动机，1974年，KhKBD开始研制6TD坦克柴油发动机）。
1989年，KhKBD开始研发DT系列小容量柴油发动机。
1990年2月，KhKBD成立了一个民用发动机部门。1991年1月改制为民用发动机第十司（后改制为小型发动机及动力装置司）。
乌克兰恢复独立后，KB重新隶属于乌克兰国防部。
KB专家为T-84坦克和现代化版本的T-72坦克开发了发动机。
此外，6TD-1发动机的衍生型（名称为6TD-1R）是专门为BREM-84开发的。后来为堡垒坦克开发了6TD-2发动机的衍生型（其名称为6TD-2E）。
1998年，KhKBD开始研发DTA系列小型柴油发动机。
1999年，马雷舍夫工厂开始量产2DT、2DTM、2DTX和4DTS发动机（由KhKBD专家开发）。
2006年2月，随着KhKBD总设计师米科拉·卡尔波维奇·里亚赞采夫（自1973年起担任此职位）退休，S.O. Alyokhin成为KhKBD新任总设计师。
2006年12月底，KhKBD完成了小型柴油发动机3DTA（用于农业机械）的综合研发工作。
截至2008年初，企业主要产品有：
- 柴油发动机3TD-1、3TD-2、3TD-3、3TD-4[5]
- 坦克柴油发动机6TD-1、6TD-2、6TDR、5TDF、5TDFM[5]
- 船用柴油机 5TDKM[5]
- EA-8A和6DEA柴油发电机组[5]

2010年，KhKBD完成了用于BTR-4的3TD-3A发动机的开发（该发动机于2011年11月在马雷舍夫工厂开始生产）。未来KhKBD还将参与BTR-4MV的相关工作。
2010年12月康采恩乌克兰国防工业公司成立后，根据乌克兰内阁2011年1月19日第53号决议，KhKBD被纳入其组成。
2012年3月，乌克兰内阁通过了关于KhKBD重组的决议，将其转变为国有商业企业。
2013年，KhKBD开发了一个生产柴油发动机“Slobozhansky diesel”的投资项目（该项目规定生产DTNA系列四缸和六缸两用汽车柴油发动机，功率为74.6—130.5 kW（100.0—175.0 hp）），第一台容量为74.6 kW（100.0 hp）的汽车柴油发动机4DTNA1的设计文件顺利完成。随后，4DTNA1发动机的样品制造完成并提交给KhKBD。
据悉，2015年4月KhKBD参与开发了一种系统，该系统可在冬季条件下加速T-64BM布拉特和堡垒坦克的发动机启动过程。
2015年5月，KhKBD的代表报告说，在乌克兰武装部队的车辆上安装KhKBD开发的发动机有技术可行性（用容量为104-115马力的4DTNA柴油发动机取代UAZ汽车的汽油发动机），并用容量为150-175马力的6DTNA柴油发动机替换GAZ和ZIL发动机。